# Мидас
Мида́с (др.-греч. Μίδας) — имя нескольких фригийских царей.
Исторический Мидас, воевавший с киммерийцами, правил в VII в. до н. э., а его мифический предшественник — перед Троянской войной.

## Мифический Мидас
Мидас был сыном Гордия и Кибелы, культ которой был очень развит в Пессинунте (или сыном Тимола (Тмола) и Идейской Матери). Царь мигдонийцев. Его жену отождествляли с римской Бона Деа.
Когда Мидас был ребёнком, муравьи заползли к нему в рот и стали сносить туда пшеничные зерна. Выстроил город Анкиру (Якорь). Орфей завещал ему таинства своих оргий. Посвящён Орфеем в мистерии и распространил таинства богов по Фригии. Якорь, который нашёл Мидас, находился в храме Зевса. Первым нашёл олово и свинец.
Легенда повествует об ослиных ушах, которыми наделил его Аполлон, разгневанный тем, что при состязании его с Паном (или Марсием) Мидас отдал последнему предпочтение перед богом — когда Аполлон состязался с Паном в игре на свирели, Тмол (Тимол) присудил победу Аполлону, а Мидас высказался в пользу Пана. По одному из вариантов мифа, после наказания Аполлона Мидас был вынужден отрезать себе уши и, чтобы скрыть их отсутствие, смастерил для себя особый головной убор — тиару. По другим источникам, он скрывал под головным убором их наличие. Брадобрей Мидаса узнал о его ушах и, не в силах держать в себе эту тайну, выкопал ямку и шёпотом рассказал в неё, что у царя Мидаса ослиные уши. Из ямки затем вырос тростник, который, по одной версии, прошелестел сказанное брадобреем, а согласно другой версии, из этого тростника мальчик сделал дудочку, которая поведала тайну.

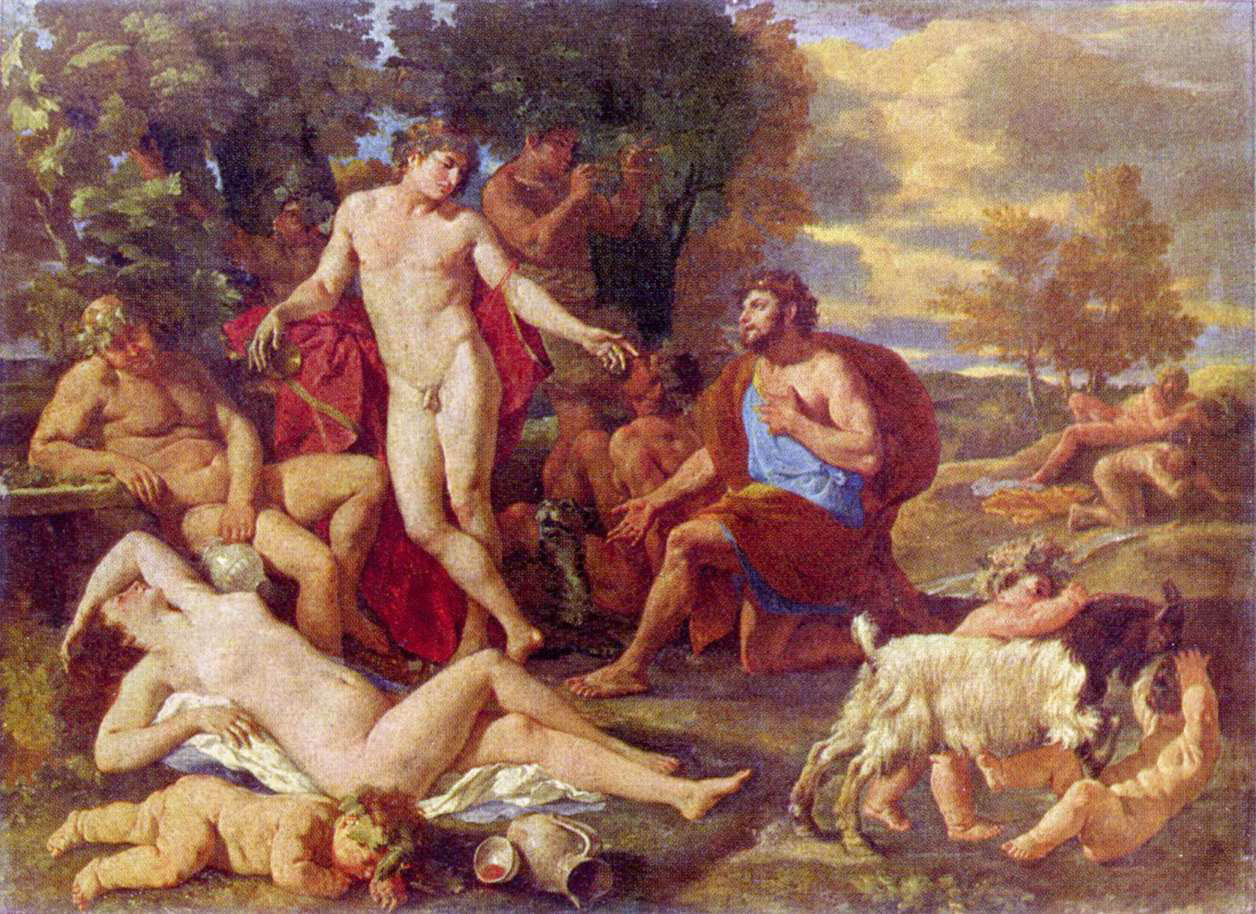
Мидас и Дионис

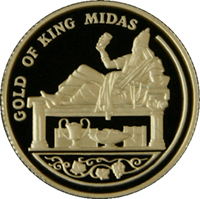
Реверс монеты с изображением Мидаса

Другая легенда рассказывает, как Мидас приобрел «золотой дар». Когда Дионис вёл войско в Индию, Силен заблудился. Подданные Мидаса нашли его в лесу мертвецки пьяным. Мидас радушно принял Силена, беседовал с ним и через десять дней возвратил Дионису, который пришёл в восторг, узнав, что его учитель найден целым и невредимым. В награду Дионис предложил Мидасу любой дар, какой тот пожелает. Мидас не нашёл ничего лучше, как попросить, чтобы всё, к чему он ни прикоснётся, обращалось в чистое блестящее золото, и это пожелание было тотчас же исполнено Дионисом. Мидас решил испытать свой дар: он коснулся ветви дуба, и она стала золотой; он взял камень, и произошло то же самое. Когда Мидас вернулся ко двору, он приказал приготовить пир в честь своего нового дара. Но, когда он взялся за еду и питьё, они тоже превратились в золото, отчего он не мог ни есть ни пить. Мидас, боясь умереть с голоду, пришёл к Дионису и умолял его взять назад этот дар. Дионис сжалился над ним. Он приказал Мидасу искупаться в реке Пактол, которую стали называть Хрисорроем, отчего река до сих пор несёт в своём течении крупицы золота, а Мидас избавился от своего дара.
Вторгся во Фракию. Сады Мидаса, где был пойман Силен, показывали в Македонии. Владел частью Македонии, но был изгнан Караном.
Надпись на гробнице Мидаса приводит Платон. По мнению Пифагора, его душа переселилась в кротонца Миллия.

## Исторический царь Мидас (VII в. до н. э.)
Фригийский царь. Прославился богатством. Посвятил дары в Дельфы. Перебил сограждан и сделался тираном.
Его жена — Демодика из Кимы, дочь кимского царя Агамемнона, первой стала чеканить монету. Побеждён киммерийцами. Покончил с собой, выпив бычьей крови.

## В культуре
- «Мидас» — балет М. М. Фокина на музыку М. О. Штейнберга (1914)